# Thomas Schoorel
Thomas Jan Schoorel (Amsterdam, 8 april 1989) is een Nederlands linkshandige tennisser die tussen 2007 en 2016 professional was.
Schoorel begon op zeer jonge leeftijd met tennis bij T.C Strandvliet. Op zesjarige leeftijd stapte hij over naar T.C. Amstelpark waar hij bleef spelen totdat hij professional werd.
In 2010 won hij future toernooien in Vercelli, Rotterdam en Breda. Hierdoor mocht hij meedoen aan het Challenger toernooi in Scheveningen waar hij de finale bereikte.
Begin augustus 2010 bereikte hij voor het eerst de top 200 van de ATP ranglijst.
In december 2010 wordt hij in Rotterdam Nederlands kampioen. Hij versloeg in de finale Thiemo de Bakker met 7-6, 7-6.
Naast het tennis volgt Schoorel de opleiding marketing & communicatie aan de Johan Cruyff University.
Op 17 april 2011 wint Schoorel voor het eerst een challengertoernooi in Rome. Een week later, op 23 april 2011, wint hij ook zijn tweede challengertoernooi, ditmaal in Napels.
Schoorel maakte op 29 juni 2016 vanwege aanhoudende blessures het einde van zijn tenniscarrière bekend.

## Positie ATP-ranglijst enkelspel en dubbelspel einde seizoen
- 2007: 1074 / 1381
- 2008: 696 / 1074
- 2009: 447 / 502
- 2010: 168 / 343
- 2011: 133 / -
- 2012: 227 / 399
- 2013: 210 / 362
- 2014: 609 / 1270
- 2015: 1095 / -